# Zinnwaldit

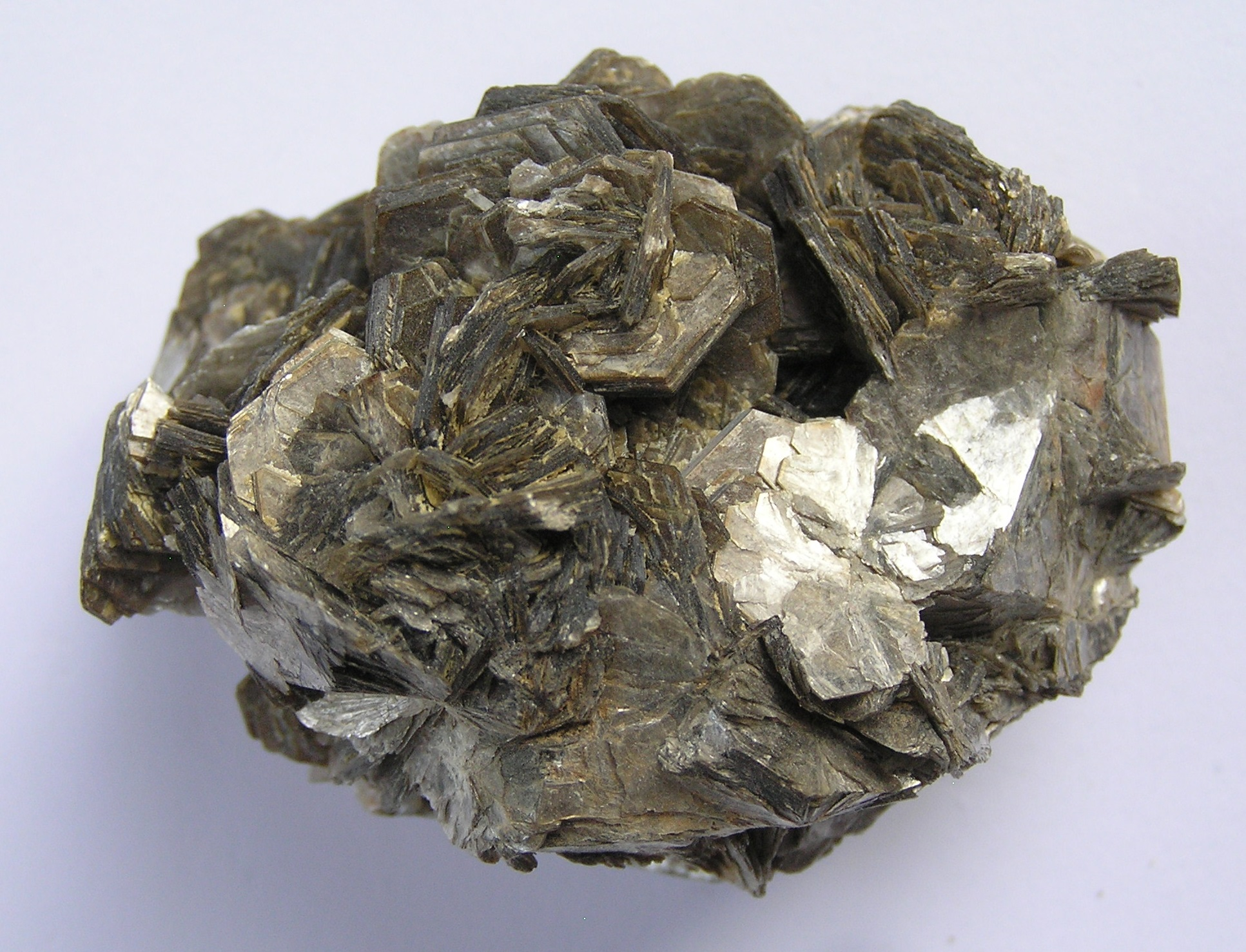
Kristallgruppe mit Zinnwalditblättchen von der Typlokalität Zinnwald im Erzgebirge

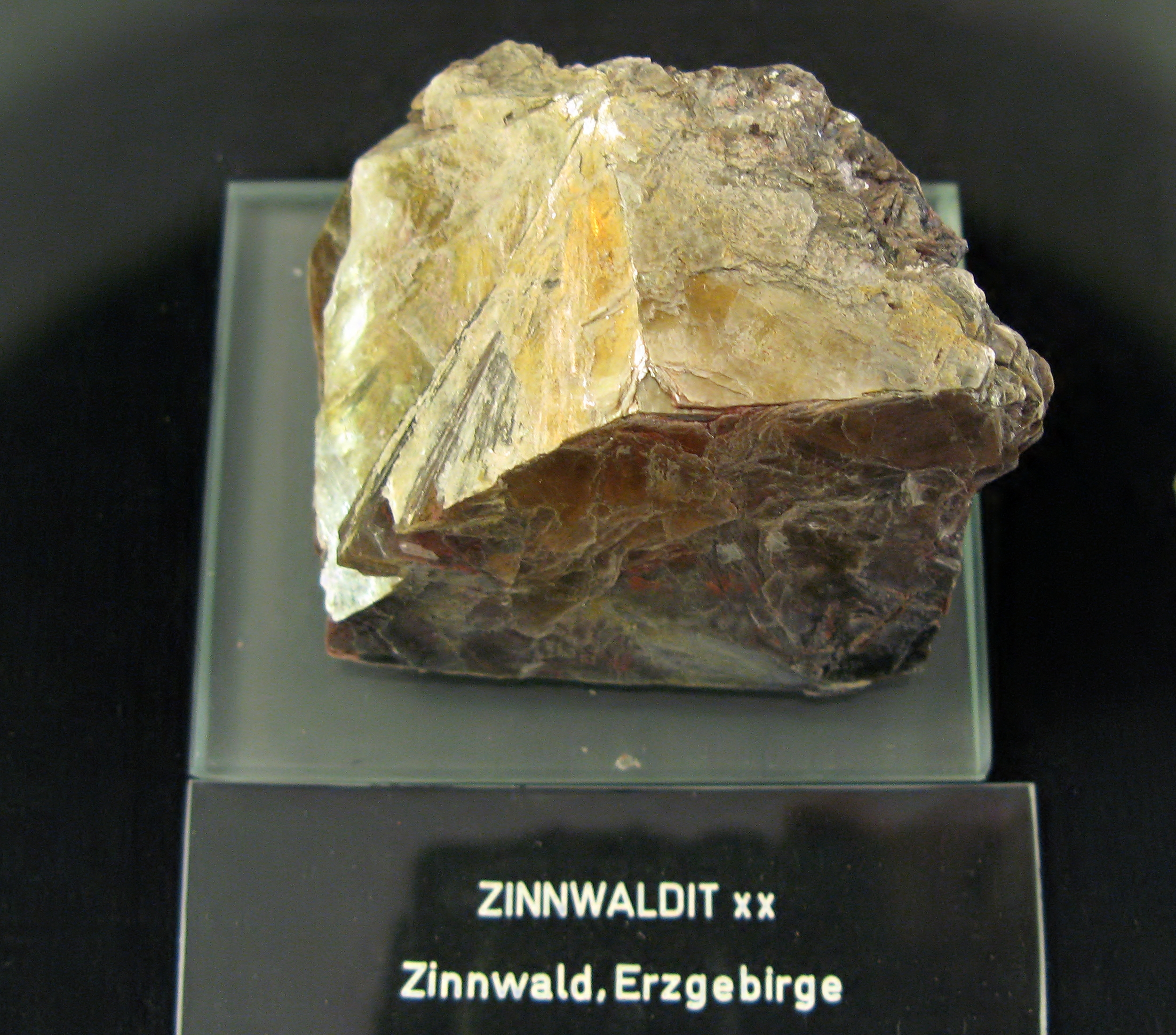
Derbes Handstück aus gelblichem Zinnwaldit – Ausgestellt im Mineralogischen Museum der Uni Bonn

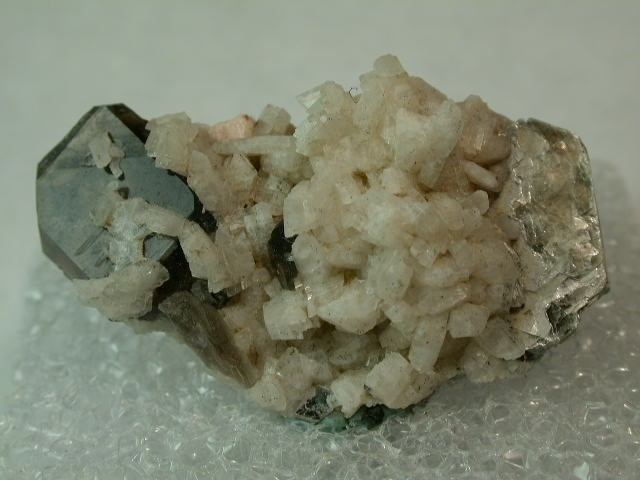
Kristallstufe mit grünlichem Zinnwaldit (rechts), weißem Albit und Rauchquarz (links) aus Sawtooth Batholith/Sawtooth Mts, Custer County (Idaho), USA (Größe 2,5 cm × 1,7 cm)

Zinnwaldit, auch bekannt als Lithiumeisenglimmer (veraltet auch Lithion-Eisenglimmer), ist ein Mischkristall aus den Mineralen Siderophyllit und Polylithionit und somit keine eigenständige Mineralart. Die Mischformel für Zinnwaldite verschiedener Zusammensetzung wird nach Strunz und Nickel mit der Kristallchemischen Strukturformel K(Fe2+,Al,Li,◻)3[(OH,F)2|(Si,Al)4O10] angegeben. Die in den runden Klammern angegebenen Kationen Eisen, Aluminium und Lithium sowie die Anionen Fluor und Hydroxidionen bzw. Silicium und Aluminium können sich in der Formel jeweils gegenseitig vertreten (Substitution, Diadochie), stehen jedoch immer im selben Mengenverhältnis zu den anderen Bestandteilen der Formel. Das kleine Quadrat (◻) in der ersten Klammer zeigt zudem an, dass dieser Strukturplatz nicht vollständig besetzt ist.
Darüber hinaus ist Zinnwaldit als Gruppenname von der International Mineralogical Association (IMA) anerkannt und gehört zusammen mit seinen Endgliedern
- Siderophyllit – K(Fe2+,Al)3[(F,OH)2|(Si,Al)4O10][6] bzw. KFe2+2Al(Si2Al2)O10(OH)2[7]
- Polylithionit – KLi2Al[F2|Si4O10][4] bzw. KLi2Al(Si4O10)F2[7]

zur „Phlogopitgruppe“ mit der Systemnummer 9.EC.20, die in der 9. Auflage der Mineralsystematik nach Strunz zur Abteilung der Schichtsilikate (Phyllosilikate) zählt. Nach M. Rieder und anderen gehören die Endglieder der Mischreihe zur Gruppe der echten Glimmer.
Wie die Endglieder der lückenlosen Mischreihe Siderophyllit–Polylithionit kristallisieren auch die Zinnwaldite im monoklinen Kristallsystem. Sie entwickeln meist fein- bis grobblättrige und durch Zwillingsbildung sechseckige Kristalle oder finden sich in Form schuppiger bzw. fächer- bis rosettenförmiger Mineral-Aggregate mit glasähnlichem Glanz auf den Oberflächen. Je nach Zusammensetzung der Mischkristalle nehmen diese eine graubraune bis gelbbraune oder hellviolette bis dunkelgrüne Farbe an. Sehr seltene schwarze Zinnwaldite sind auch unter der Bezeichnung „Rabenglimmer“ bekannt.

## Etymologie und Geschichte
Erstmals beschrieben wurde Zinnwaldit 1845 durch Wilhelm von Haidinger, der das Mineral nach seiner Typlokalität (erster Fundort) im Raum Zinnwald (Cínovec bzw. Zinnwald-Georgenfeld) im Erzgebirge zwischen Sachsen und Böhmen benannte. Schon 1810 hat der Chemiker Martin Heinrich Klaproth eine erste chemische Analyse des gemeinen Glimmers von Zinnwalde veröffentlicht und Kieselerde, Alaunerde, Eisenoxid, Manganoxid und Kali nachgewiesen. 1826 veröffentlichte Christian Gottlob Gmelin eine chemische Analyse des Lithium-Glimmers von Zinnwald in der zusätzlich noch Lithium und Fluor nachgewiesen wurden.
Zinnwaldit gehörte zusammen mit Rauchquarz zu den Motiven, die für eine am 22. Februar 1972 ausgegebene DDR-Briefmarkenserie über die Minerale aus den Sammlungen der Bergakademie Freiberg ausgewählt wurden.

## Eigenschaften
Die Mohshärte von Zinnwaldit schwankt je nach Zusammensetzung zwischen 2,5 und 4. Seine (gemessene) Dichte liegt zwischen 2,90 und 3,02 g/cm³.
Wie alle Glimmer ist seine Spaltbarkeit sehr vollkommen, das heißt, es lassen sich senkrecht zur c-Achse feinste Blättchen vom Kristall abspalten, wobei diese Blättchen aufgrund ihrer Zähigkeit (Tenazität) biegsam und elastisch verformbar sind.
Zinnwalditproben sind empfindlich gegenüber Säuren und schmelzen vor dem Lötrohr leicht zu einer dunklen Perle, wobei sie die Flamme rot färben.

## Bildung und Fundorte
Zinnwaldite bilden sich ähnlich wie der verwandte Glimmer Lepidolith unter pegmatitisch-pneumatolytischen Bedingungen und findet sich meist in Vergesellschaftung mit Fluorit, Kassiterit, Quarz, Scheelit, Topas und Wolframit, aber auch Lepidolith, Spodumen, Beryll, Turmalingruppe, hauptsächlich in Greisen (selten auch in Graniten). Durch Verwitterung wandelt sich Zinnwaldit in ein kaolinähnliches Produkt um.
Als eher seltene Mineralbildung kann Zinnwaldit an verschiedenen Fundorten zum Teil zwar reichlich vorhanden sein, insgesamt ist er aber wenig verbreitet. Als bekannt gelten bisher (Stand 2016) rund 260 Fundorte.
An seiner Typlokalität Cínovec in Tschechien konnten besonders reichhaltige Aggregate mit Zinnwalditschuppen von bis zu 10 cm Durchmesser gefunden werden. Noch größere Kristalle mit bis zu 15 cm Durchmesser wurden in den Pegmatiten nahe Virgem da Lapa im brasilianischen Bundesstaat Minas Gerais entdeckt. Bekannte Lagerstätten sind neben Zinnwald noch Cornwall in England, Bolivien, Malaysia und Nordportugal.
Weitere Fundorte liegen unter anderem in Ägypten, Algerien, Argentinien, Australien, Brasilien, China, Finnland, Frankreich, Grönland, Italien, Japan, Kanada, Korea, Madagaskar, der Mongolei, Myanmar (Burma), Namibia, Norwegen, Peru, Polen, Ruanda, Russland, Saudi-Arabien, Simbabwe, der Slowakei, Spanien, Südafrika, Tadschikistan, der Ukraine, Nordirland und Schottland im Vereinigten Königreich sowie Alaska, Colorado, Kalifornien, Maine, Wisconsin und anderen Bundesstaaten der USA.

## Verwendung
Zinnwaldit enthält je nach Zusammensetzung zwischen 3 und 4,5 % Lithiumoxid und dient daher als Rohstoff für Lithium, das in technischem Umfang erstmals 1925 durch Schmelzflusselektrolyse gewonnen wurde.
Zur weiteren Verwendung siehe Lithium#Verwendung.